# Adolph Zukor
Adolph Zukor (7. januar 1873 – 10. juni 1976), var en af de største, tidlige amerikanske filmproducenter, og blandt grundlæggerne af Paramount Pictures. 
Adolph Zukor skrev 1914 kontrakt med Mary Pickford og filmstjernerne blev i de følgende år store trækplastre, som gjorde det muligt for Zukor og flere andre at gennemtrumfe et system som praktiseres den dag i dag, nemlig at filmlejerne tvinges til at booke et af producenten sammansat sæsonprogram, for at få lov til at vise de store stjerners film i deres biografer. Ofte blev de tvunget til at indgå aftaler i forvejen, hvilket indebar at producenterne garanteredes en afsætning, også for de mindre omkostningstunge film, de såkaldte B-film.